# Mary Sears
Mary Jane Sears, född 10 maj 1939 i Portsmouth, är en amerikansk före detta simmare.
Sears blev olympisk bronsmedaljör på 100 meter fjäril vid sommarspelen 1956 i Melbourne.